# KNM-ER 23000
KNM-ER 23000 es el nombre de catálogo de un cráneo parcial fósil de Paranthropus boisei, de una antigüedad de 1,7 millones de años (dentro del Calabriense) hallado por Benson Kyongo en 1990 en la formación Koobi Fora, Kenia y descrito en 1993 por B. Brown y otros.
Las iniciales KNM del nombre corresponden a Kenya National Museum (ahora conocido como National Museums of Kenya) y ER al yacimiento paleontológico del este del lago Turkana, East [lago] Rudolf (antiguo nombre del lago Turkana).

## Descripción
«El fósil se compone del frntal, los parietales, los temporales, gran parte del occipital, dos pequeñas piezas del esfenoide y una raíz de diente mandibular».
KNM-ER 23000 es una calvaria bien preservada y similar, en edad geológica, a OH 5, holotipo de la especie, correspondiente a un adulto macho, deducido del tamaño del aparto masticador.
Brown et al. calcularon el volumen craneal en 490 mililitros, lo que lo situaría en la parte baja del rango de P. boisei.
El espécimen contribuyó a la teoría de la gran variabilidad de P. boisei.